# Scleria elongatissima
Scleria elongatissima är en halvgräsart som beskrevs av Piérart. Scleria elongatissima ingår i släktet Scleria och familjen halvgräs.
Artens utbredningsområde är Kongo-Kinshasa. Inga underarter finns listade i Catalogue of Life.